# Johann Mohr
Pour les articles homonymes, voir Mohr.
Johann Mohr (né le 12 juin 1916 à Hanovre et mort au combat le 2 avril 1943 dans l'océan Atlantique) est un officier de marine allemand.
Korvettenkapitän de la Kriegsmarine pendant la Seconde Guerre mondiale, il est connu pour son commandement du sous-marin U-124 pendant la bataille de l'Atlantique. Il a reçu la Croix de chevalier de la croix de fer avec feuilles de chêne du Troisième Reich.
Il meurt avec la destruction de son sous-marin, au large du Portugal.